# Lista över olympiska medaljörer i skeleton
Detta är en lista över samtliga medaljörer i skeleton vid olympiska vinterspelen. Skeleton är en vintersport där utövaren ligger på mage på en kälke och åker nedför en isbana.

## Damer
| Spel                            | Guld                | Silver                   | Brons                                |
| Salt Lake City 2002 Detaljer... | Tristan Gale (USA)  | Lea Ann Parsley (USA)    | Alex Coomber (GBR)                   |
| Turin 2006 Detaljer...          | Maya Pedersen (SUI) | Shelley Rudman (GBR)     | Mellisa Hollingsworth-Richards (CAN) |
| Vancouver 2010 Detaljer...      | Amy Williams (GBR)  | Kerstin Szymkowiak (GER) | Anja Huber (GER)                     |
| Sotji 2014 Detaljer...          | Lizzy Yarnold (GBR) | Noelle Pikus-Pace (USA)  | Jelena Nikitina (RUS)                |
| Pyeongchang 2018 Detaljer...    | Lizzy Yarnold (GBR) | Jacqueline Lölling (GER) | Laura Deas (GBR)                     |

## Herrar
| Spel                            | Guld                                   | Silver                                 | Brons                                  |
| St. Moritz 1928 Detaljer...     | Jennison Heaton (USA)                  | John Heaton (USA)                      | David Carnegie (GBR)                   |
| 1932–1936                       | Ingick inte i det olympiska programmet | Ingick inte i det olympiska programmet | Ingick inte i det olympiska programmet |
| St. Moritz 1948 Detaljer...     | Nino Bibbia (ITA)                      | John Heaton (USA)                      | John Crammond (GBR)                    |
| 1952–1998                       | Ingick inte i det olympiska programmet | Ingick inte i det olympiska programmet | Ingick inte i det olympiska programmet |
| Salt Lake City 2002 Detaljer... | Jimmy Shea (USA)                       | Martin Rettl (AUT)                     | Gregor Stähli (SUI)                    |
| Turin 2006 Detaljer...          | Duff Gibson (CAN)                      | Jeff Pain (CAN)                        | Gregor Stähli (SUI)                    |
| Vancouver 2010 Detaljer...      | Jon Montgomery (CAN)                   | Martins Dukurs (LAT)                   | Aleksandr Tretiakov (RUS)              |
| Sotji 2014 Detaljer...          | Aleksandr Tretiakov (RUS)              | Martins Dukurs (LAT)                   | Matthew Antoine (USA)                  |
| Pyeongchang 2018 Detaljer...    | Yun Sung-bin (KOR)                     | Nikita Tregubov (OAR)                  | Dominic Parsons (GBR)                  |